# Canton du Pouzin
Le canton du Pouzin est une circonscription électorale française du département de l'Ardèche, créée par le décret du 13 février 2014 et entrée en vigueur lors des élections départementales de 2015.

## Histoire
Un nouveau découpage territorial de l'Ardèche entre en vigueur en mars 2015, défini par le décret du 13 février 2014, en application des lois du 17 mai 2013 (loi organique 2013-402 et loi 2013-403). Les conseillers départementaux sont, à compter de ces élections, élus au scrutin majoritaire binominal mixte. Les électeurs de chaque canton élisent au Conseil départemental, nouvelle appellation du Conseil général, deux membres de sexe différent, qui se présentent en binôme de candidats. Les conseillers départementaux sont élus pour six ans au scrutin binominal majoritaire à deux tours, l'accès au second tour nécessitant 12,5 % des inscrits au premier tour. En outre la totalité des conseillers départementaux est renouvelée. Ce nouveau mode de scrutin nécessite un redécoupage des cantons dont le nombre est divisé par deux avec arrondi à l'unité impaire supérieure si ce nombre n'est pas entier impair, assorti de conditions de seuils minimaux. En Ardèche, le nombre de cantons passe ainsi de 33 à 17. Le canton du Pouzin fait partie des huit nouveaux cantons du département, les neuf autres cantons portant la dénomination d'un ancien canton, mais avec des limites territoriales différentes.

## Représentation
| Période élective | Période élective | Mandat | Mandat   | Identité          | Nuance | Nuance | Qualité |
| ---------------- | ---------------- | ------ | -------- | ----------------- | ------ | ------ | --- |
| 2015             | 2021             | 2015   | 2021     | Robert Cotta      |        | PCF    | Ouvrier métallurgiste (en retraite) Maire de Cruas (1995-2017) Président de la Communauté de communes Barrès-Coiron |
| 2015             | 2021             | 2015   | 2021     | Dominique Palix   |        | PS     | Mandataire judiciaire Protection des majeurs Maire de Saint-Symphorien-sous-Chomérac depuis 2014                    |
| 2021             | 2028             | 2021   | en cours | Elvire Bosc       |        | PCF    | Directrice d'école, militante syndicale, Cruas                                                                      |
| 2021             | 2028             | 2021   | en cours | Christophe Vignal |        | PS     | Responsable associatif Adjoint au maire du Pouzin                                                                   |

### Résultats détaillés

#### Élections de mars 2015
À l'issue du premier tour des élections départementales de 2015, trois binômes sont en ballottage : Robert Cotta et Dominique Palix (Union de la Gauche, 36,79 %), Blandine Oliver et Sébastien Salvador (FN, 28,25 %) et Alain Martin et Joëlle Planchon (DVD, 26,19 %). Le taux de participation est de 54,32 % (6 485 votants sur 11 939 inscrits) contre 55,97 % au niveau départemental et 50,17 % au niveau national.
Au second tour, Robert Cotta et Dominique Palix (Union de la Gauche) sont élus avec 42,04 % des suffrages exprimés et un taux de participation de 57,17 % (2 771 voix pour 6 826 votants et 11 939 inscrits).

#### Élections de juin 2021
Le premier tour des élections départementales de 2021 est marqué par un très faible taux de participation (33,26 % au niveau national). Dans le canton du Pouzin, ce taux de participation est de 35,66 % (4 443 votants sur 12 460 inscrits) contre 37,36 % au niveau départemental. À l'issue de ce premier tour, deux binômes sont en ballottage : Elvire Bosc et Christophe Vignal (Union à gauche, 37,47 %) et Rachel Cotta et Gilbert Moulin (DVD, 27,31 %).
Le second tour des élections est marqué une nouvelle fois par une abstention massive équivalente au premier tour. Les taux de participation sont de 34,3 % au niveau national, 40,7 % dans le département et 37,03 % dans le canton du Pouzin. Elvire Bosc et Christophe Vignal (Union à gauche) sont élus avec 57,38 % des suffrages exprimés (2 454 voix pour 4 616 votants et 12 464 inscrits),,.

## Composition
Le nouveau canton du Pouzin comprend treize communes entières.
| Nom                               | Code Insee | Intercommunalité         | Superficie (km2) | Population (dernière pop. légale) | Densité (hab./km2) | Modifier                                    |
| --------------------------------- | ---------- | ------------------------ | ---------------- | --------------------------------- | ------------------ | ------------------------------------------- |
| Le Pouzin (bureau centralisateur) | 07181      | CA Privas Centre Ardèche | 12,52            | 2 893 (2022)                      | 231                | modifier les données · modifier les données |
| Baix                              | 07022      | CC Ardèche Rhône Coiron  | 17,39            | 1 293 (2022)                      | 74                 | modifier les données · modifier les données |
| Cruas                             | 07076      | CC Ardèche Rhône Coiron  | 15,45            | 2 954 (2022)                      | 191                | modifier les données · modifier les données |
| Meysse                            | 07157      | CC Ardèche Rhône Coiron  | 19,18            | 1 380 (2022)                      | 72                 | modifier les données · modifier les données |
| Rochemaure                        | 07191      | CC Ardèche Rhône Coiron  | 24,33            | 2 250 (2022)                      | 92                 | modifier les données · modifier les données |
| Rompon                            | 07198      | CA Privas Centre Ardèche | 22,03            | 1 141 (2022)                      | 52                 | modifier les données · modifier les données |
| Saint-Bauzile                     | 07219      | CC Ardèche Rhône Coiron  | 7,05             | 316 (2022)                        | 45                 | modifier les données · modifier les données |
| Saint-Julien-en-Saint-Alban       | 07255      | CA Privas Centre Ardèche | 10,39            | 1 464 (2022)                      | 141                | modifier les données · modifier les données |
| Saint-Lager-Bressac               | 07260      | CC Ardèche Rhône Coiron  | 15,37            | 959 (2022)                        | 62                 | modifier les données · modifier les données |
| Saint-Martin-sur-Lavezon          | 07270      | CC Ardèche Rhône Coiron  | 23,54            | 430 (2022)                        | 18                 | modifier les données · modifier les données |
| Saint-Pierre-la-Roche             | 07283      | CC Ardèche Rhône Coiron  | 9,92             | 63 (2022)                         | 6,4                | modifier les données · modifier les données |
| Saint-Symphorien-sous-Chomérac    | 07298      | CC Ardèche Rhône Coiron  | 7,86             | 855 (2022)                        | 109                | modifier les données · modifier les données |
| Saint-Vincent-de-Barrès           | 07302      | CC Ardèche Rhône Coiron  | 19,10            | 827 (2022)                        | 43                 | modifier les données · modifier les données |
| Canton du Pouzin                  | 0709       |                          | 204,13           | 16 825 (2022)                     | 82                 | modifier les données                        |

## Démographie
En 2022, le canton comptait 16 825 habitants, en évolution de +2,59 % par rapport à 2016 (Ardèche : +2,48 %, France hors Mayotte : +2,11 %).
| 2013   | 2018   | 2022   |
| ------ | ------ | ------ |
| 16 120 | 16 655 | 16 825 |